# Lakeland Highlands
Lakeland Highlands es un lugar designado por el censo ubicado en el condado de Polk en el estado estadounidense de Florida. En el Censo de 2010 tenía una población de 11.056 habitantes y una densidad poblacional de 759,02 personas por km².

## Geografía
Lakeland Highlands se encuentra ubicado en las coordenadas 27°57′27″N 81°57′4″O / 27.95750, -81.95111. Según la Oficina del Censo de los Estados Unidos, Lakeland Highlands tiene una superficie total de 14.57 km², de la cual 12.55 km² corresponden a tierra firme y (13.83%) 2.02 km² es agua.

## Demografía
Según el censo de 2010, había 11.056 personas residiendo en Lakeland Highlands. La densidad de población era de 759,02 hab./km². De los 11.056 habitantes, Lakeland Highlands estaba compuesto por el 91.55% blancos, el 3.38% eran afroamericanos, el 0.19% eran amerindios, el 2.14% eran asiáticos, el 0.04% eran isleños del Pacífico, el 0.88% eran de otras razas y el 1.82% pertenecían a dos o más razas. Del total de la población el 7.88% eran hispanos o latinos de cualquier raza.